# 柯基生
柯基生（1956年9月7日—），生於彰化，資深專科醫師與性學研究者。他擁有大量三寸金蓮蒐藏品。他現在擔任廣川醫院院長及台灣性教育學會顧問。

## 生平概略
1982年，柯基生自臺北醫學院取得醫學系學士學位。1984年，他在高等考試醫師考試及格，取得執業資格。1988年，他獲聘為行政院衛生署優生保健醫師。1989年，柯氏擔任臺北榮民總醫院主治醫師；同年，他也成為消化外科專科醫師，專業從事肛門直腸疾病手術治療。1991年，他創辦廣川醫院並開始擔任院長。1992年，他取得中華民國急救加護專科醫師資格。2004年，柯氏創立財團法人犯罪被害人保護協會並擔任主任委員；同年，他成立關於三寸金蓮研究的網站。2007年，取得超音波專業醫師資格。2009年，他在廣川醫院成立「性福門診」，專治性功能障礙。2011年，他開始擔任台灣性教育學會顧問。

## 著作
- 〈金蓮秘性纏足與性的解析〉，《歷史月刊》128期，1998。
- 〈揭開中國性文化的神秘面紗〉(合著)，《歷史月刊》128期，1998。
- 《女性纏足的緣起與影響》，臺北縣立文化中心季刊60期：頁58-67，1999。[3]
- 《三寸金蓮--深閨紅顏淚》，泉南文化，2003。[4][5]
- 《千載金蓮風華：纏足文物展》（A thousand years of bound feet），國立歷史博物館，2003。
- 《金蓮小腳：千年纏足與中國性文化》，獨立作家，2013[6]。
- 《性．歡欲．金蓮——解構纏足性文化》，獨立作家，2016[7]。
- 《楊翠喜‧聲色晚清》(合著)，獨立作家，2016[8]。

## 展演經歷

### 展覽
- Every Step a lotus「步步生蓮」文物個展，Bata Shoe博物館，加拿大，2000年。

- 「千載金蓮風華─纏足文物展」，國立歷史博物館、高雄市立歷史博物館，臺灣，2003年[9]、2004年[10]。
- 「中國纏足風俗一千年」，Smithsonian Museum Baird Auditorium，國立自然歷史博物館，美國，2004年3月12日。
- 「第一屆海峽兩岸性藝術文物聯展」，樹德科技大學人類性學研究所，2009年8月14日至18日[11]。
- 「纏足性文化」，世界華人性學會議，廣州市，2010年。
- 「臺灣纏足文化－三寸金蓮特展」，三峽歷史文物館，2014年。

### 演講
- 「從三寸金蓮談兩性教育與醫學倫理」，行政院衛生署雙和醫院，2011年10月14日。
- 「纏足的醫療與性文化」，長庚大學護理學系，2011年11月15日。
- 「三寸金蓮的性文化」，尹書田醫療財團法人書田泌尿科眼科診所，2011年12月14日。
- 「纏足的身體史」，國立臺灣師範大學，2012年6月6日。

## 獲獎
- 第二屆醫療公益獎醫療貢獻獎 (2013年)[1]
- 第十五屆法務部表揚推展犯罪被害人保護有功人士 (2013年)

## 外部連結
- 三寸金蓮